# 福岡県立福岡視覚特別支援学校
福岡県立福岡視覚特別支援学校（ふくおかけんりつ ふくおかしかくとくべつしえんがっこう, Fukuoka Prefectural Fukuoka Special Needs Education School for the Visually Impaired）は、福岡県筑紫野市にある県立の視覚特別支援学校。

## 概要
- 学部 - 幼稚部・小学部・中学部の3学部
- 校訓 - 「明るく、優しく、たくましく」
- 校章 - 柏の葉と六芒星から成る。
- 校歌 - 作詞は旧福岡盲学校、作曲は山手勝二。4番まである。

## 沿革
- 1910年（明治43年）1月8日 - 福岡市因幡町1番地に「私立福岡盲唖学校[1]」が開校。
- 1917年（大正6年）10月7日 - 福岡市新開町二丁目22番地の新校舎へ移転。
- 1924年（大正13年）4月1日 - 県立移管に伴い、「福岡県立盲唖学校」と改称。
- 1931年（昭和6年）4月1日 - 福岡市二見町（現・中央区白金）に「福岡県立福岡盲学校」が開校[2]。
- 1948年（昭和23年）4月1日 - 学制改革により、初等部を小学部、中等部を中学部に名称変更。高等部を設置。
- 1951年（昭和26年）3月31日 - あんま師、はり師、きゅう師養成学校の指定認可。
- 1956年（昭和31年）3月27日 - 高等部理療科専攻科第二課程の設置が認可される。
- 1957年（昭和32年）10月26日 - 福岡県立盲学校、聾学校および養護学校学則が公布。
- 1960年（昭和35年）9月1日 - 福岡盲学校奨学会が設立。
- 1964年（昭和39年）10月13日 - 福岡盲学校後援会が設立。
- 1967年（昭和42年）6月28日 - 奨学会と後援会が統合し、福岡盲学校奨学後援会が発足。
- 1973年（昭和48年）4月1日 - 教育課程改革に伴い、高等部に本科普通科、本科保健理療科、専攻科理療科を設置。
- 1974年（昭和49年）3月31日 - 高等部別科を廃止。
- 1975年（昭和50年）
  - 3月31日 - 高等部専攻科二部を廃止。
  - 4月1日 - 幼稚部（5歳児）を設置。
- 1977年（昭和52年）3月31日 - 高等科専攻科を一部廃止。
- 1978年（昭和53年）4月1日 - 新校舎（筑紫野市大字牛島／現在地）へ移転。
- 1981年（昭和56年）3月30日 - プールが完成。
- 1987年（昭和62年）
  - 3月3日 - 幼稚部入学年齢を5歳から3歳に引き下げる。
  - 4月28日 - 学校給食（自校調理）を開始。
- 1990年（平成2年）4月1日
  - あん摩マッサージ指圧師、はり師、きゅう師等に関する法律の改正により、文部省の養成施設の指定認可。
  - 高等部に生活技能科を設置。
- 1995年（平成7年）10月29日 -開校８５周年記念式典挙行 。

- 1996年（平成8年）4月1日 - 同じ敷地内に福岡県立福岡高等盲学校が開校したため、高等部本科入学生の募集を停止。
- 1998年（平成10年）3月31日 - 高等部本科を閉科。これに伴い、高等部は福岡県立福岡高等盲学校に完全に移管。
- 2000年（平成12年）3月31日 - エレベーターを設置。
- 2001年（平成13年）3月31日 - 高等部専攻科を閉科。
- 2002年（平成14年）11月6日 - ハーブ園が完成。
- 2005年（平成17年）9月23日 - ビオトープが完成。
- 2010年（平成22年）4月1日 - 「福岡県立福岡視覚特別支援学校」（現校名）に改称。
- 2010年（平成22年）6月6日 - 開校１００周年記念式典挙行。
- 2011年（平成23年）12月８日 - 福岡県教育委員会重点課題研究指定・委嘱校研究報告会開催。
- 2017年（平成29年）11月17日 - 九州地区盲学校教育研究会福岡大会開催。
- 2019年（令和元年）11月17日 - 開校１１０周年記念式典挙行。

## 歴代校長
- 初代校長　中垣安太郎（明治43年1月8日～明治45年7月4日）
- ２代校長　中村能道（明治45年7月5日～大正3年10月30日）
- ３代校長　吉村誠（大正3年11月1日～大正13年12月19日）
- ４代校長　渡辺一郎（大正13年12月20日～昭和6年3月5日）
- ５代校長　有田喜太郎（昭和6年3月6日～昭和12年3月30日）
- ６代校長　石倉亀次郎（昭和12年3月31日～昭和18年3月30日）
- ７代校長　芥川静夫（昭和18年3月31日～昭和22年5月19日）
- ８代校長　長末千万太（昭和22年5月20日～昭和30年5月7日）
- ９代校長　吉田忠夫（昭和30年5月8日～昭和33年4月30日）
- 10代校長　前田博（昭和33年5月1日～昭和37年4月9日）
- 11代校長　泉三喜雄（昭和37年4月10日～昭和41年4月5日）
- 12代校長　内田康男（昭和41年4月6日～昭和43年3月31日）
- 13代校長　水崎恒夫（昭和43年4月1日～昭和46年3月31日）
- 14代校長　中山正（昭和46年4月1日～昭和51年3月31日）
- 15代校長　木下忠篤（昭和51年4月1日～昭和54年3月31日）
- 16代校長　花田正（昭和54年4月1日～昭和57年3月31日）
- 17代校長　平田繁喜（昭和57年4月1日～昭和59年3月31日）
- 18代校長　田中沐（昭和59年4月1日～昭和63年3月31日）
- 19代校長　横溝義則（昭和63年4月1日～平成元年3月31日）
- 20代校長　園田博美（平成元年4月1日～平成5年3月31日）
- 21代校長　阿部大隆（平成5年4月1日～平成7年3月31日）
- 22代校長　川上匡彦（平成7年4月1日～平成9年3月31日）
- 23代校長　矢賀部章子（平成9年4月1日～平成11年3月31日）
- 24代校長　江頭邦彦（平成11年4月1日～平成12年3月31日）
- 25代校長　内藤長子（平成12年4月1日～平成15年3月31日）
- 26代校長　河邉秀美（平成15年4月1日～平成17年3月31日）
- 27代校長　今長谷徹（平成17年4月1日～平成19年3月31日）
- 28代校長　横山芳子（平成19年4月1日～平成21年3月31日）
- 29代校長　奥原広志（平成21年4月1日～平成22年3月31日）
- 30代校長　小川洋子（平成22年4月1日～平成24年3月31日）
- 31代校長　加耒明彦（平成24年4月1日～平成26年3月31日）
- 32代校長　吉田和裕（平成26年4月1日～平成29年3月31日）
- 33代校長　樋口由美子（平成29年4月1日～平成30年3月31日）
- 34代校長　松本佳子（平成30年4月1日～令和3年3月31日）
- 35代校長　田中博久（令和3年4月1日～）

## アクセス
- 最寄り駅は九州旅客鉄道（JR九州）鹿児島本線 「天拝山駅」および西日本鉄道天神大牟田線「朝倉街道駅」。下車後徒歩または朝倉街道バス停より西鉄バス40・41・400番「甘木営業所」「杷木」行き乗車。
- 最寄りのバス停は西鉄バス40・41・400番「視覚特別支援学校前」バス停。
- 最寄りの幹線道路交差点は福岡県道・大分県道112号福岡日田線、福岡県道35号筑紫野古賀線「盲学校入口」交差点。

## 周辺
- 福岡県立福岡高等視覚特別支援学校
- 福岡県立筑紫高等学校
- 筑紫野市立筑紫野中学校
- 筑紫野市立阿志岐小学校
- 宝満川
- ゆめタウン筑紫野